# ایرکنیا اکسپرس
ایرکنیا اکسپرس (به انگلیسی: Airkenya Express) یک شرکت هواپیمایی با کد یاتا P2 است که در ۱۹۸۷ میلادی تأسیس شده‌است. دفتر مرکزی ایرکنیا اکسپرس در نایروبی، کنیا واقع شده‌است و قطب این شرکت هواپیمایی در فرودگاه ویلسون قرار دارد و به ۱۲ مقصد، پرواز انجام می‌دهد.